# Kalanchoe lanceolata
Kalanchoe lanceolata és una espècie de planta suculenta del gènere Kalanchoe, de la família de les Crassulaceae.

## Descripció
És una planta anual o perenne, de 0,2 a 2 m d'alçada, glabra o glandulosa-pubescent, de vegades viscosa.
La tija generalment és simple, erecta, de 4 angles o alada estretament a la base, glabra a baix i glandulosa-pubescent a dalt.
Les fulles són sèssils, obovades a estretament oblongues, lanceolades, el·líptiques a ovat-espatulades, glabres o glanduloses-pubescents, de color verd o verd groguenc, de 3 a 30 cm de llarg i de 1 a 10 cm d'ample, punta aguda o obtusa, cuneada de base, decurrent i semi-amplexicaule, marges sencers o sinuats, serrats o crenats. A l'època seca les fulles estan pansides, ajagudes, recuperant-se quan plou altre cop.
Les inflorescències són cimes paniculades, de 35 a 50 cm, glandular-pubescents, pedicels d'1 a 10 mm, glandular-pilosos.
Les flors són generalment erectes, de vegades pèndules; de calze verd, glandular-pelut, de tub d'1 a 11 mm (de vegades més llarg que els lòbuls); sèpals ovats, ovat-lanceolats o oblongs-el·líptics, aguts, de 2,5 a 13 mm de llarg i de 1,5 a 4,5 mm d'ample; corol·la amb pèl glandular, de color rosat salmó, groc ataronjat o groc, verdós a la part inferior, tub de corol·la cilíndric, inflat i de 4 angles a la meitat inferior, de 8 a 15 mm; pètals obovats o lanceolats, mucronats, de 2 a 6,5 mm de llarg i de 1 mm d'ample, estams inclosos.

## Distribució
Aquesta és una de les espècies més freqüents i té la major extensió geogràfica, que abasta pràcticament la distribució de tot el gènere. En part, això explica l'extensa sinonímia, que a més és indicativa de la pronunciada variabilitat observable.
Està molt estesa a l'Àfrica tropical des de Guinea a Etiòpia i passant per Sud-àfrica i Namíbia, també a Madagascar, Aràbia i l'Índia.
Creix en diversos hàbitats, a l'ombra dels arbres, de 250 a 2000 m d'altitud.

## Taxonomia
Kalanchoe lanceolata va ser descrita per Christiaan Hendrik Persoon i publicada a Synopsis Plantarum 1: 446. 1805.

### Etimologia
Kalanchoe: nom genèric que deriva de la paraula cantonesa "Kalan Chauhuy", 伽藍菜 que significa 'allò que cau i creix'.
lanceolata: epítet llatí que significa 'llança' per la forma de les fulles.

### Sinonímia
- Cotyledon lanceolata  Forsskal (1775) / Vereia lanceolata  (Forsskal) Sprengel (1825)
- Kalanchoe lanceolata var. lanceolata
- Kalanchoe pubescens  R.Brown (1814)
- Kalanchoe floribunda  Wight & Arnott (1834) / Vereia floribunda  (Wight & Arnott) A.Dietrich (1840)
- Kalanchoe brachycalyx  A.Richard (1847) / Kalanchoe laciniata var. brachycalyx  (A.Richard) Chiovenda (1916)
- Kalanchoe glandulosa  Hochstetter ex A.Richard (1847) / Kalanchoe lanceolata var. glandulosa  (Hochstetter ex A.Richard) Cufodontis (1965)
- Kalanchoe ritchieana  Dalzell (1852)
- Meristostylus macrocalyx  Klotzsch (1861)
- Kalanchoe modesta  Kotschy & Peyritsch (1867)
- Kalanchoe platysepala  Welwitsch ex Britten (1871)
- Kalanchoe glandulosa var. benguelensis  Engler (1892)
- Kalanchoe crenata var. collina  Engler (1895)
- Kalanchoe pilosa  Baker (1895)
- Kalanchoe pentheri  Schlechter (1897)
- Kalanchoe glandulosa var. tomentosa  Keissler (1900)
- Kalanchoe goetzei  Engler (1901)
- Kalanchoe diversa  N.E.Brown (1902)
- Kalanchoe heterophylla  Prain (1903)
- Kalanchoe brachycalyx var. erlangeriana  Engler (1904)
- Kalanchoe ellacombei  N.E.Brown (1912)
- Kalanchoe junodii  Schinz (1912)
- Kalanchoe homblei  De Wildeman (1913)
- Kalanchoe homblei  fa reducta  De Wildeman (1914)
- Kalanchoe gregaria  Dinter (1922)
- Kalanchoe glandulosa var. rhodesica  Baker f. ex Rendle (1932)